# Piarista utca (Budapešť)
Piarista utca je ulice v hlavním městě Maďarska, Budapešti. Leží v samotném středu města, v pátém obvodě. Jedná se o krátkou, cca 85 m dlouhou ulici, která spojuje náměstí 15. března s ulicí Váci utca.

## Název
Ulice je pojmenována po Piaristickém řádu, na této ulici se nachází piaristické gymnázium.

## Historie
Jedná se o velmi starou uličku, která se objevuje na historických mapách Budapešti již v první polovině 19. století, a to v souvislosti s tím, že ležela v blízkosti piaristického kostela (dnes na tomto místě stojí gymnázium). Po nějakou dobu nesla v 19. století název Kötö utcza. Po druhé světové válce se jmenovala Pesti B. utca a současný získala po pádu komunistického režimu.

## Doprava
Jedná se o klidnou městskou ulici přístupnou pro automobilovou dopravu s jednosměrným provozem.

## Významné objekty
- Piaristické gymnázium
- Péterffyho palác[1]